# Spanische Fußballnationalmannschaft (U-21-Männer)
Die spanische U-21-Fußballnationalmannschaft ist eine Auswahlmannschaft spanischer Fußballspieler. Sie unterliegt der Real Federación Española de Fútbol und repräsentiert ihn auf der U-21-Ebene, in Freundschaftsspielen gegen die Auswahlmannschaften anderer nationaler Verbände, aber auch bei der Europameisterschaft des Kontinentalverbandes UEFA und der Fußball-Weltmeisterschaft der FIFA. Spielberechtigt sind Spieler, die ihr 21. Lebensjahr noch nicht vollendet haben und die spanische Staatsangehörigkeit besitzen. Bei Turnieren ist das Alter beim ersten Qualifikationsspiel maßgeblich.

## Europameisterschaften

### 1980 bis 1986: Entwicklung unter Luis Suárez
Die spanische U-21-Auswahl konnte sich bisher neun Mal für die Europameisterschaftsendrunde qualifizieren. Fünf Mal stand das Team dabei im Finale um den Wettbewerb, wobei sie dieses zwei Mal für sich entscheiden konnten. Den ersten Titel gab es 1986 im Spiel gegen Italien. Nachdem es nach Hin- und Rückspiel 3:3 gestanden hatte, musste das Elfmeterschießen entscheiden. Dies gewannen die Spanier mit 3:1.
| | Trainer: Luis Suárez                                                                   |
| Tor | Abwehr                                                                                 |
| Juan Carlos Ablanedo | Jesús Solana Manolo Sanchís Genar Andrinúa Quique Sánchez Flores Juan Carlos Rodríguez |
| Mittelfeld | Sturm                                                                                  |
| Eusebio Sacristán Ramón Calderé Roberto Fernández Bonillo Eugenio Bustingorri Paco Llorente Miguel Pardeza Gabino Rodríguez Rodríguez Txetxu Gallego | Michel Pineda Eloy Olaya Ramón Vázquez García                                          |
| Bemerkung: - In Klammern Spiele und Tore (S/T) |                                                                                        |

1982 schaffte es die Spanische U-21-Nationalmannschaft erstmals, an der Europameisterschaft teilzunehmen. In der Vorrundengruppe 8 hatten sich die Iberer mit den Teams der Niederlande und Luxemburg auseinanderzusetzen. Nach je zwei Siegen in Hin- und Rückspielen qualifizierte sich die Mannschaft sicher für das Viertelfinale, wo man auf Deutschland traf. Nach einem 1:0-Hinspielerfolg scheiterten die Spanier in der zweiten Begegnung mit 0:2 und schieden aus.

### 1988 bis 1998: Mehrmalige Teilnahme an der EM und zweiter Titelgewinn
Beim Endspiel um die EM-Trophäe 1998 stand man dem Team von Griechenland gegenüber und konnte sich mit 1:0 durchsetzen. Während des Turniers konnten spätere Top-Spieler wie Guti, Míchel Salgado, Juan Carlos Valerón und Roger García Junyent von sich Reden machen. Den entscheidenden Treffer im Finalspiel erzielt Iván Pérez Muñoz.
| | Trainer: Iñaki Sáez                                                                           |
| Tor | Abwehr                                                                                        |
| Francesc Arnau Esteban Suárez                                                                                        | Míchel Salgado Aitor López Rekarte José Antonio García Calvo Luis Carlos Cuartero Ballesteros |
| Mittelfeld | Sturm                                                                                         |
| Josico Felipe Guréndez Roger Ito Juan Carlos Valerón Guti Víctor José Félix Guerrero Benjamín Zarandona Marcos Vales | Iván Pérez Muñoz Miguel Ángel Angulo Salva Ballesta                                           |
| Bemerkung: - In Klammern Spiele und Tore (S/T)                                                                       |                                                                                               |

### 1998 bis 2009: Entwicklung im neuen Jahrtausend
In der Qualifikation zur Europameisterschaft 2006 wurden die Spanier zusammen mit Belgien, Serbien, Bosnien-Herzegowina, Litauen und San Marino in Gruppe 7 gelost. Hier galten die Südeuropäer als Favoriten auf den Einzug in die Finalrunde. Nachdem sie im ersten Spiel gut starteten, gab es in den beiden Folgepartien gegen Litauen und Belgien einen Rückschlag und der spanische Nachwuchs kam nicht über zwei Unentschieden hinaus. Am 8. Februar 2005, gegen San Marino machten sie durch einen 14:0-Sieg die Enttäuschung über den vorangegangenen Punktverlust wieder weg. Es war der höchste Sieg in der Geschichte der U-21-Nationalmannschaft. Diese Euphorie hielt allerdings nicht lange, nachdem am 5. Spieltag der Quali die erste Niederlage eingesteckt werden musste. Mit 0:1 verließen die Spanier gegen Serbien den Platz als Verlierer. Anschließend startete das Team eine Serie von drei Siegen in Folge und setzte sich im Spitzenfeld der Tabelle fest. Durch eine weitere Niederlage am 7. Oktober 2005 gegen die belgische Mannschaft, war das Team drei Tage später, am letzten Spieltag der Qualifikation, auf Schützenhilfe durch Litauen, die gegen Serbien spielten, bzw. auf Bosnien-Herzegowina, gegen Belgien, angewiesen, um noch einen der beiden ersten Plätze, die zur Endrundenteilnahme berechtigen, zu erreichen. Doch weder Serbien, noch die Belgier gaben sich blöße und gewannen ihre Partien.
Da die nächste Europameisterschaft nach der EM 2006 nicht erst wie üblich zwei Jahre später, sondern bereits 2007 stattfand, wurde die entsprechende Qualifikation in einem Schnellverfahren ausgespielt. Angefangen mit einer Vorrunde, über eine kurze Gruppenphase mit drei Mannschaften und den Play-off-Games. Spanien brauchte erst in die Gruppenphase einsteigen. Dem Team wurden noch die Mannschaften aus Albanien und der Slowakei zugelost. Es fand nur ein Spiel gegen jede Mannschaft statt, so dass die Teams je einmal Auswärts und einmal Heimrecht hatten. Beide Partien überstanden die Spanier ohne große Mühe. In der Folgerunde schied man allerdings gegen Italien nach einem 0:0 und einem 1:2 vor heimischer Kulisse aus.
Nach fünf verpassten Qualifikationen, sollte es zur EM 2009 wieder funktionieren. Durch Losglück erhielten die Spanier eine leichte Gruppe und gewannen alle acht Spiele der Qualifikation und zogen dadurch ohne Punktverlust in die Play-off-Runde ein. Nur zwei Gegentore kassierte die Mannschaft dabei. In der Zwischenrunde waren die Schweiz der Gegner. Nach einer 1:2-Niederlage am 11. Oktober 2008, stand die Mannschaft im Rückspiel unter Zugzwang. Man holte das Ergebnis auf und so stand es nach 90 Minuten 2:1 für die Südeuropäer. Aus diesem Grund musste die Verlängerung entscheiden. Diese entschieden die Spanier für sich und zogen nach neun Jahren wieder in die Endrunde der U-21-Europameisterschaft ein. Dort scheiterte die Mannschaft schließlich in der Vorrunde an den beiden späteren Finalteilnehmern England und Deutschland und schied als dritter der Gruppe B aus dem Turnier aus.

### 2010 bis heute: Aktuelle Entwicklung
Zwei Jahre darauf, nahm die Mannschaft an der Europameisterschaft in Dänemark teil. Ohne eine Niederlage wurde das Team erster in ihrer Gruppe und zog so in das Halbfinale des Wettbewerbs ein, wo man auf das belarussische Team traf. Nachdem diese bereits zur ersten Halbzeit in Führung gingen, glich Adrián López erst in der 89. Minute aus, brachte seine Mannschaft damit in die Verlängerung, wo sie sich schließlich 3:1 durchsetzte. In der Finalbegegnung spielte die Elf von Nationaltrainer Luis Milla dann gegen die Schweiz. Diese Partie entschieden die Spanier mit 2:0 für sich und konnten somit erstmals seit 1998 wieder den Pokal gewinnen. Zudem wurde Thiago zum besten Spieler der Finalpartie ernannt.
| | Trainer: Luis Milla |
| Tor | Abwehr |
| David de Gea (5/0) Diego Mariño (0/0) Rubén Miño (0/0)                                                                                      | Alberto Botía (5/0) Álvaro Domínguez Soto (5/0) Mikel San José (0/0) Víctor Ruiz Torre (0/0) Dídac Vilà (5/0) José Ángel Valdés (0/0) Martín Montoya (5/0) |
| Mittelfeld | Sturm |
| César Azpilicueta (1/0) Daniel Parejo (4/0) Diego Capel (4/0) Javi Martínez (5/0) Juan Mata (5/2) Thiago (5/1) Rubén Pérez del Mármol (0/0) | Bojan Krkić (3/0) Jeffrén Suárez (3/1) Adrián López (5/5) Ander Herrera (5/2) Emilio Nsue (1/0) Iker Muniain (4/0)                                         |
| Bemerkung: - In Klammern Spiele und Tore (S/T) während der Europameisterschaft                                                              | |

| Schweiz | Schweiz | Spanien | Spanien |
| --- | --- | ------- | ------- |
| | 25. Juni 2011, 20:45 Uhr Aarhus Stadion (Aarhus) Ergebnis: 0:2 (0:1) Zuschauer: ? Schiedsrichter: Paolo Tagliavento ( Italien) |         |         |
| Yann Sommer; Gaetano Berardi , Jonathan Rossini, Timm Klose, Philippe Koch; Fabian Lustenberger ; Innocent Emeghara (53. Mario Gavranović), Fabian Frei (54. Amir Abrashi), Granit Xhaka (67. Pajtim Kasami), Xherdan Shaqiri; Admir Mehmedi Trainer: Pierluigi Tami | David de Gea; Dídac Vilà, Álvaro Domínguez Soto, Alberto Botía, Martín Montoya; Javi Martínez ; Iker Muniain (85. Daniel Parejo), Ander Herrera (90. Diego Capel), Thiago, Juan Mata; Adrián López (80. Jeffrén Suárez) Trainer: Luis Milla |         |         |
| 0:1 Ander Herrera (41.) 0:2 Thiago (81.) | |         |         |

Mit Adrián López stellten die Spanier zudem den besten Angreifer des Turniers. Der Stürmer erzielt insgesamt fünf Tore und sicherte sich damit die Verleihung des Goldenen Schuhs.

### Teilnahme bei U-21-Europameisterschaften
| 1978                        | nicht qualifiziert |
| 1980                        | nicht qualifiziert |
| 1982                        | Viertelfinale      |
| 1984                        | 2. Platz           |
| 1986                        | Sieger             |
| 1988                        | Viertelfinale      |
| 1990                        | Viertelfinale      |
| 1992                        | nicht qualifiziert |
| 1994 in Frankreich          | 3. Platz           |
| 1996 in Spanien             | 2. Platz           |
| 1998 in Rumänien            | Sieger             |
| 2000 in der Slowakei        | 3. Platz           |
| 2002 in der Schweiz         | nicht qualifiziert |
| 2004 in Deutschland         | nicht qualifiziert |
| 2006 in Portugal            | nicht qualifiziert |
| 2007 in den Niederlanden    | nicht qualifiziert |
| 2009 in Schweden            | Vorrunde           |
| 2011 in Dänemark            | Sieger             |
| 2013 in Israel              | Sieger             |
| 2015 in Tschechien          | nicht qualifiziert |
| 2017 in Polen               | 2. Platz           |
| 2019 in Italien             | Sieger             |
| 2021 in Slowenien & Ungarn  | Halbfinale         |
| 2023 in Rumänien & Georgien | Finale             |
| 2025 in der Slowakei        | qualifiziert       |

Bemerkung: Zwischen 1978 und 1992 wurde die Endrunde einer U-21-Europameisterschaft nicht in einem Land ausgetragen, sondern durch Hin- und Rückspiele in den jeweiligen teilnehmenden Nationen absolviert.

## Ehemalige Spieler
(Auswahl)
- Ignacio Camacho Barnola
- Daniel Jarque
- Javi Martínez
- Fran Mérida
- Sergio Ramos
- Jonathan Soriano
- Fernando Torres
- Andrés Iniesta

## Trainerhistorie
(unvollständig)
| Name                                                   | Zeitraum  | Erfolge            |
| ------------------------------------------------------ | --------- | ------------------ |
| Manuel Meana                                           | 1959      |                    |
| José Luis Costa, Ramón Gabilondo & José Luis Lasplazas | 1959–1960 |                    |
| Gustau Biosca                                          | 1976–1978 |                    |
| José Santamaría                                        | 1978–1980 |                    |
| Luis Suárez                                            | 1980–1988 | Europameister 1986 |
| Jesús María Pereda                                     | 1988–1992 |                    |
| Andoni Goikoetxea Olaskoaga                            | 1992–1996 |                    |
| Iñaki Sáez                                             | 1996–2002 | Europameister 1998 |
| José Ufarte Juan Santisteban                           | 2002–2004 |                    |
| Iñaki Sáez                                             | 2004–2008 |                    |
| Juan Ramón López Caro                                  | 2008–2010 |                    |
| Luis Milla                                             | 2010–2012 | Europameister 2011 |
| Julen Lopetegui                                        | 2012–2014 | Europameister 2013 |
| Albert Celades                                         | 2014–2018 |                    |
| Luis de la Fuente                                      | 2018–2022 | Europameister 2019 |
| Santi Denia                                            | 2022–     |                    |